# Jüz mayor

Territorios aproximados de los Jüz a principios del. De izquierda a derecha: Jüz menor, Jüz medio y Jüz mayor (abajo)

El Jüz mayor (en kazajo: Ұлы жүз / “Jüz mayor”) es el grupo de los géneros y tribus kazajas, que ocupaba el territorio de Yetisú.
El proceso de conformación del Jüz mayor finalizó al principio del siglo XVI. En los siglos XVI-XVIII en el territorio del Jüz mayor surgieron y desaparecieron los kanatos mongoles, mientras que entre los años 1820 a 1840 el Jüz mayor pasó a formar parte del Imperio ruso.
En el siglo XIX la población kazaja del Jüz mayor se componía de cerca de 550 000 personas, siendo Dulat el grupo más numeroso del Jüz mayor.

## Tribus
- Dulat (en kazajo: Дұлат / “Dulat”) vivían a lo largo de las costas del Ili, hasta el Chu y Talasa y curso medio del Sir Daria. Ellos estaban divididos en cuatro grandes géneros: botpaj, shymyr, sikym, zhanys. Su lema era “Baktiar”.

- Jalayir (en kazajo: Жалайыр / “Jalaýır”) vivían en las zonas premontañosas Alatau de Zungaria, Arkarly, Malajsary y en las costas de los ríos Karatal o en la costa del sudeste del Baljash.

- Qangly (en kazajo: Қаңлы / “Qañlı”) ocupaban el territorio  de las zonas premontañosas Zailis-Alatau hasta la margen izquierda del Ili. En parte poblaron el Yetisú, la región del sur de Kazajistán. Su lema era - “Ajyrylmas”.

- Alban (en kazajo: Албан / “Alban”) vivían en Yetisú sobre la parte del sudeste de los montes Altynemel, sobre el norte de los montes Zailis-Alatau, en el curso superior del Ili, en las costas de los ríos Tekes montañosos, Charyn. Su lema era - “Rajymbek”.

- Suan (en kazajo: Суан / “Suan”) vivían en las premontañosas Altynemelja, en Yetisú, sobre la parte del sudeste de Alatau de Zungaria, en la costa del Koktelek cerca del Korgaska. Su lema era “Rajymbek, Bajsuan”.

- Sary-Uysin (en kazajo: Сары-үйсін / “Sarı-üýsin“) básicamente hacían una vida nómada en por la margen izquierda del Ili, en las zonas premontañosas de Zailis-Alatau, en la margen derecha del Talasa, las costas del río Kargaty antes de su confluencia con el Chu.

- Shapyrashty (en kazajo: Шапырашты / “Şapıraştı”) vivían en las costas del Ili, básicamente en la costa derecha, en la costa Chu derecha, en las zonas premontañosas de Zailis-Alatau. Su lema era - “Karasaj”

- Sirgeli (en kazajo: Сіргелі / “Sirgeli"”') vivían en el término medio del curso del Chu y la corriente inferior del Talasa, en las zonas premontañosas de Karatau. Su lema era - “Toganas”.

- Oshaqty (en kazajo: Ошақты / “Oşaqtı"”') hacían una vida nómada en el curso inferior del Talasa y en los contrafuertes del sudeste de Karatau. Al final del s. XIX. Su número llegaba a 20 mil personas.

- Ysty (en kazajo: Ысты / “Istı”) vivían en del norte las partes del lago del Baljash y el territorio Zhambylskoi de la región. Su lema era - “Zhauatar”.

- Shanyshqyly (en kazajo: Шанышқылы / “Şanışqılı”) vivían en la región del sur de Kazajistán que limita con Uzbekistán. Su lema era - “Ajyrylmas”